# Fortschrittszahl
Fortschrittszahlen sind einzelne (Bedarfs-)Mengen, die als Zeit-/Mengenvektor vorliegen und die für eine Folge von Zeitpunkten in einem definierten Zeitraum kumuliert bzw. aufsummiert werden. Das Verfahren zur Fortschrittszahlenermittlung wird in der Betriebswirtschaftslehre im Rahmen von Enterprise-Resource-Planning und PPS-Systemen zur Steuerung der Produktion und des Materialflusses eingesetzt. Die Bedarfsermittlung und Auftragsbildung erfolgt dabei nicht nach dem Brutto-Netto-Prinzip, sondern nach dem Soll-Ist-Prinzip des Regelkreises.

## Einsatz
Fortschrittszahlen wurden ursprünglich nur in der Automobilindustrie genutzt, werden aber inzwischen auch in anderen Bereichen der Großserienproduktion verwendet. Sie sind Bestandteil der Informationen, die zwischen den Automobilherstellern und ihren Zulieferern per Elektronischem Datenaustausch (EDI) ausgetauscht werden, um die Produktion und Lieferungen untereinander zu steuern und zu synchronisieren. Die Fortschrittszahlen sind in den EDI-Formaten enthalten, für die im Rahmen des VDA entsprechende Standard-Formate vereinbart wurden (z. B. VDA-4915). Mit Hilfe der Fortschrittszahlen lassen sich Änderungen von Terminen und Mengen übersichtlich darstellen. Eine Bedarfsunterdeckung (Lieferrückstand) lässt sich unmittelbar nach Aktualisierung der Bedarfszahlen darstellen und auf interne (Produktion) und externe Lieferanten übertragen.

## Konzept
Beim Fortschrittszahlenkonzept werden in der Produktionsplanung die zu liefernden oder zu produzierenden Mengen für definierte Zeiträume (z. B. Monat, Woche, Tag) und einem definierten Zählpunkt (Logistik) ab einem definierten Zeitpunkt (z. B. dem Tag der Inventur) aufsummiert. Hieraus ergeben sich die Soll-Fortschrittszahlen. Die Erfassung der Istmengen führt zu den Ist-Fortschrittszahlen. Entsprechend dem Regelkreisprinzip können die Soll- und Ist-Fortschrittszahlen regelmäßig miteinander verglichen werden. Bei einer Abweichung, die über eine bestimmte Toleranzgrenze hinausgehen kann, wird eine Warnmeldung ausgegeben und/oder eine bestimmte Aktion ausgelöst. Dies ermöglicht eine einfache und kontinuierliche Überwachung und Steuerung des Produktions- und Materialflusses. Dieses Konzept kann auch auf lange Lieferketten ausgedehnt werden, wodurch ein Bullwhip-Effekt vermieden werden kann. Liegt die Ist-Fortschrittszahl über der Soll-Fortschrittszahl (rote Linie über der blauen Linie), so spricht man von einem Vorlauf, der entweder in Zeiteinheiten (z. B. Schicht oder Tagen: siehe waagrechter grüner Strich) oder in einer Mengeneinheit (z. B. Stück: siehe senkrechter magentafarbener Strich) gemessen werden kann. Liegt die rote Linie unter der blauen Linie, so liegt ein Rückstand vor. In der kumulativen Bedarfsermittlung der nächsten Planungsperiode wird der ermittelte Vorlauf oder Rückstand entsprechend kumulativ verrechnet.

## Vorteile
Die Steuerung von tages- oder schichtgenauen Bestellmengen reduziert die Lagerhaltung und damit die Kapitalbindung beim Hersteller. Zusätzlich zum „normalen“ Bestell- oder Lieferabruf wird über den sogenannten „Feinabruf“ der Tagesbedarf, der im festgelegten Zeitfenster ausgeliefert werden muss, separat informiert.
Da die Fortschrittszahlen ein fester Bestandteil von Lieferabrufen sind, ist bei der Abstimmung der Fortschrittszahlen zwischen Lieferanten und Kunden leicht ersichtlich, welche Ware unterwegs ist.